# Heidenkopf (Allgäuer Alpen)

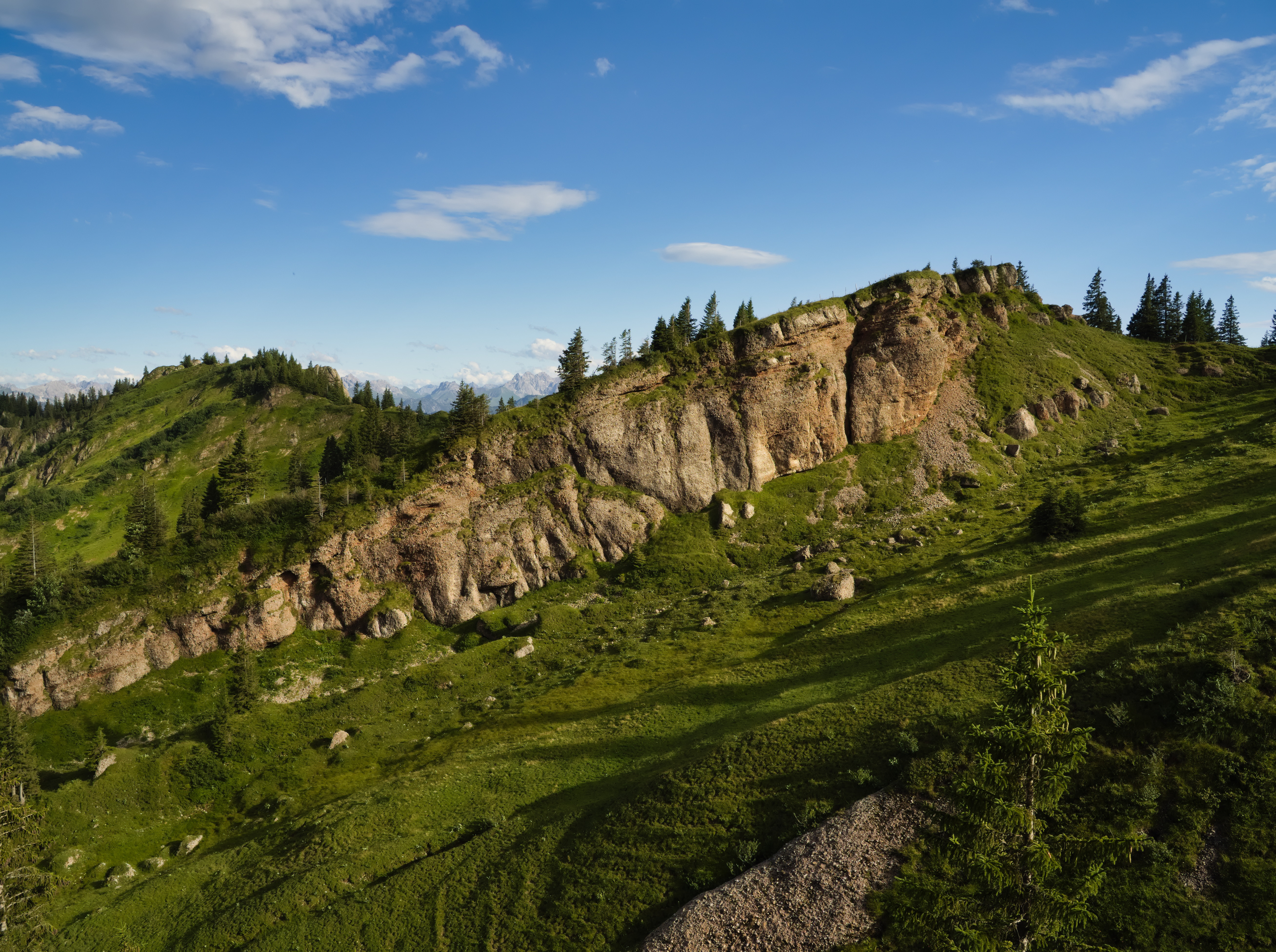
Westseite des Heidenkopfs

Der Heidenkopf ist ein 1685 m hoher Nebengipfel des Siplingerkopfs bei Balderschwang in den Allgäuer Alpen.
Vom Hochgrat verläuft ein Abschnitt der Rhein-Donau-Wasserscheide, die Teil der europäischen Hauptwasserscheide ist, nach Süden zur Einsattelung bei der Scheidwangalpe und weiter über den Kamm vom Heidenkopf zum Siplingerkopf.